# 海老原諭
海老原 諭（えびはら さとし、1967年（昭和42年）5月11日 - ）は日本の総務官僚、地方公務員。内閣府大臣官房審議官、大阪府副知事を経て総務省大臣官房総括審議官。
　

## 経歴
1990年 (平成2年) 3月 東京大学法学部卒業。
同年4月 自治省事務官。1994年7月 自治省大臣官房地域政策室地域政策第一係長。同年10月 宮崎県総務部行政監理監。1996年4月 同税務課長。1997年4月 同財務課長。1998年10月 総務庁人事局参事官補佐。2000年7月 自治省大臣官房情報政策室課長補佐。2001年1月 総務省自治行政局自治政策課地域情報政策室課長補佐。2002年4月 愛知県総務部財政課長。2004年4月 同財務管理監。2005年4月 総務省大臣官房政策評価広報課評価専門官。2005年8月 総務省大臣官房総務課課長補佐併任。2006年7月 青森県総務部長。2009年4月 総務省自治行政局公務員部公務員課高齢対策室長。2010年10月 総務省大臣官房付。2011年9月 総務省消防庁消防・救急課救急企画室長。2013年6月 総務省大臣官房付。2015年７月 総務省自治行政局市町村課長。2016年6月 総務省大臣官房参事官。2017年8月 総務省自治行政局市町村課長。2018年7月 総務省大臣官房総務課長。2019年 (令和元年) 7月  内閣府大臣官房審議官。
2021年 7月 山野謙の後任として大阪府副知事。大阪スーパーシティ構想や2025年日本国際博覧会開催に向けて取り組んだ。2023年7月 渡辺繁樹を後任として退任。
同月 総務省大臣官房総括審議官。